# فرانك كينغ
فرانك كينغ (بالإنجليزية: Frank King)‏ (13 مارس 1917 بألنويك في المملكة المتحدة - 1 يناير 2003) هو لاعب كرة قدم بريطاني (وحمل سابقاً جنسية المملكة المتحدة لبريطانيا العظمى وأيرلندا) في مركز حراسة المرمى. لعب مع ديربي كاونتي ونادي إيفرتون ونادي بليث سبارتانز.

## وصلات خارجية
- فرانك كينغ على موقع قاعدة بيانات كرة القدم.إي يو (الإنجليزية)